# PSR J1719-1438
PSR J1719-1438 är en ensam stjärna belägen i den södra delen av stjärnbilden Ormen i området Serpens Caudaca en bågminut från gränsen mot Ormbärare. Den har en minsta skenbar magnitud av ca 25 och kräver ett kraftfullt teleskop med kamera för att kunna observeras. Den beräknas befinna sig på ett avstånd på ca 4 000 ljusår (1 200 parsek) från solen.

## Egenskaper
PSR J1719-1438 är en millisekundspulsar med en rotationsperiod på 5,8 ms. Millisekunders pulsarer anses i allmänhet börja som normala pulsarer och sedan öka rotationen genom att ansamla materia från en binär följeslagare.
PSR J1719-1438 upptäcktes 2011 av High Time Resolution Survey, en radioastronomisökning efter astronomiska objekt som varierar snabbt i radioljusstyrka, såsom pulsarer. Tidmätningar med Parkes Telescope och Lovell Telescope visade att det har en följeslagare med låg massa: PSR J1719-1438 b. Följeslagaren har en massa som liknar Jupiters, men 40 procent av dess diameter. Den kretsar kring pulsaren med en period av 2 timmar 10 minuter och 37 sekunder, på ett avstånd av cirka 600 000 km (0,89 solradie). Följeslagaren är sannolikt en kvarleva av en stjärna vars yttre skikt har sugits bort av den mer massiva pulsaren. Beräkningar visar att följeslagaren har en minsta densitet på 23 gram per kubikcentimeter och förmodligen är en vit dvärg med ultralåg massa av kol-syre.
Det har föreslagits 2012 att PSR J1719-1438 b kanske inte är en kvarleva av en vit dvärg, utan en klump kvarkmaterial med en storlek på bara 1 kilometer och massa motsvarande Jupiter, som skulle ha tillkommit i kollisionen och sammansmältningen av två tidigare kvarkstjärnor, en del av det utstötta materialet som slutar kretsa kring sammanslagningsresten ser vi som pulsaren PSR J1719-1438.

## Diamantplanet
Eftersom följeslagaren till PSR J1719-1438 är av planetstorlek, huvudsakligen bestående av kol (med en okänd mängd syre) och mycket tät, kan den likna en stor diamant. I vetenskapspressen har objektet kallats "Diamond Planet".
| Planet         | Massa      | Halv storaxel (AE) | Siderisk omloppstid (d) | Excentricitet | Inklination | Radie   |
| -------------- | ---------- | ------------------ | ----------------------- | ------------- | ----------- | ------- |
| b (ifrågasatt) | ca 1,02 MJ | 0,004              | 2,176951032             | <0,06         | -           | ≤0,4 RJ |